# 金鐘守
金 鐘守（きん しょうしゅ、1946年9月7日 - ）は日本のテレビディレクター。京都府京都市出身。

## 概要
1971年に京都市立芸術大学彫刻科を卒業。同年8月、東映京都撮影所の助監督として入社。1989年の「長七郎江戸日記」で監督デビュー。 

## 代表作

### 日本テレビ
- 八百八町夢日記 （1989年 - 1992年）
  - 第1シリーズ
    - 第7話 「闇の顔役」
    - 第10話 「おりん慕情」
    - 第11話 「夫婦舟浮き沈み」
    - 第12話 「最後の賭け」
    - 第18話 「最後の涙」
    - 第21話 「お人好し」
    - 第22話 「与力の娘」
    - 第25話 「しのぶ恋、忘れ貝」
    - 第27話 「次郎吉捨身の反撃」
    - 第28話 「片思い恋の絵草紙」
    - 第30話 「生き別れ、思いの糸」
    - SP4 「おりん無惨!今蘇る関が原の戦い」

  - 第2シリーズ
    - 第3話 「情け深川えんま橋」
    - 第4話 「春遠からじ」
    - 第9話 「子を思う闇」
    - 第10話 「おつや、涙の再会」
    - 第12話 「哀しみの刺客」
    - 第17話 「暗闘 名倉勲」
    - 第19話 「奇妙な娘」
    - 第21話 「裏入学をあばけ!」
    - 第22話 「翔べ!見習い同心」
    - 第30話 「殿様は盗っ人上り」
    - 第33話 「壺ふり女医者」
    - 第34話 「夢之介最大の危機」
- 長七郎江戸日記 （1990年 - 1991年）
  - 第2話 「姉妹かんざし」
  - 第3話 「思い川」
  - 第6話 「がめつい女?」
  - 第8話 「十手も刀も捨てて」
  - 第9話 「赤猫が踊った日」
  - 第11話 「傷」
  - 第14話 「雪に舞うわらべ唄」
  - 第16話 「雪女は恋に死ぬ」
  - 第18話 「名のれぬ女」
  - 第19話 「金十両が厄となる」
  - SP-1 「長七郎の陰謀」
  - 第27話 「奇怪なり葵の香炉」
  - 第28話 「泪橋越えたら‥‥」
  - 第34話 「艶姿、剣舞い」
  - 第36話 「鳴き砂」

- 闇を斬る!大江戸犯科帳 （1993年）
  - 第1話 「闇奉行誕生!」
  - 第2話 「君よ怒りの剣を取れ!」
  - 第5話 「悲しい嘘」
  - 第6話 「忠義よりも武士道よりも」
  - 第12話 「鬼の棲む島夢の島
  - 第13話 「捨て猫を拾う男」
  - 第18話 「闇に咲く花」
  - 第20話 「闇の大物!」

- 江戸の用心棒 （1994年 - 1996年）
  - 第1シリーズ
    - 第2話 「ガマの油とブリ大根」
    - 第3話 「そば一杯の用心棒」
    - 第9話 「残酷!拝領妻」
    - 第10話 「当たり千両富くじ娘」
    - 第15話 「大奥(秘)怨み節」
    - 第16話 「ひょっとこ踊りが謎を解く」
    - 第20話 「汚された恋文」
    - 第21話 「赤さび侍 夫婦の絆」

  - 第2シリーズ
    - 第5話 「当世殺しの人事」
    - 第6話 「蝶々の仇討ち」
    - 第9話 「尼寺の秘密」

### TBS
- 水戸黄門（C.A.L）（1978年 - 2010年）
  - 第8部
    - 第1話 「薩摩へ向う世直し旅 -江戸- 」 - 助監督
    - 第8話 「骨身にこたえた母の愛 -吉田- 」 - 助監督
    - 第14話 「飛龍の火祭り -新宮- 」 - 助監督
    - 第15話 「殺しを誘う薪能 -和歌山- 」 - 助監督
    - 第20話 「虚無僧の密書 -洲本- 」 - 助監督
    - 第27話 「熱湯に浸った悪い奴 -別府- 」 - 助監督

  - 第9部
    - 第6話 「恐怖の標的 -一ノ関- 」 - 助監督
    - 第7話 「裁かれたジャジャ馬姫 -盛岡- 」 - 助監督　
    - 第8話 「荒野の襲撃 -三戸- 」 - 助監督　
    - 第9話 「黄門さまの父子裁き -弘前- 」 - 助監督
    - 第14話 「鈴に秘めた愛 -高田- 」 - 助監督
    - 第15話 「名工二代輪島塗り -輪島- 」 - 助監督
    - 第16話 「百万石の味自慢 -金沢- 」 - 助監督
    - 第17話 「越前めおと奉書 -福井- 」 - 助監督
    - 第21話 「偽者にされた黄門様 -奈良井- 」 - 助監督
    - 第22話 「初春女狐騒動 -諏訪- 」 - 助監督
    - 第26話 「代官を救った文庫 -佐野- 」 - 助監督
    - 第27話 「三国一の嫁騒動 -水戸- 」 - 助監督

  - 第10部
    - 第1話 「おあずけ喰った結婚式 -水戸・江戸- 」 - 助監督
    - 第2話 「女度胸の鉄火肌 -神奈川- 」 - 助監督
    - 第9話 「三人の無法者 -新城- 」 - 助監督
    - 第11話 「黄門様は呼びこみ日本一!! -四日市- 」 - 助監督
    - 第15話 「京の都の悪退治 -京- 」 - 助監督
    - 第16話 「母恋し鈴鹿馬子唄 -大津- 」 - 助監督
    - 第19話 「恋しきひとの琴 -犬山- 」 - 助監督
    - 第20話 「名工二代志野茶碗 -多治見- 」 - 助監督
    - 第22話 「赤い財布の恩返し -馬籠- 」 - 助監督
    - 第23話 「めざす敵はお殿様 -高遠- 」 - 助監督

  - 第12部
    - 第15話 「娘意気地の生一本 -柳井 - 」 - 助監督
    - 第25話 「嘘を承知で親孝行 -富岡 - 」 - 助監督

  - 第14部
    - 第1話 - 助監督
    - 第2話 「悪を斬る!白狐の剣 -郡山- 」 - 助監督
    - 第11話 「津軽馬鹿塗り駄目親父 -弘前- 」 - 助監督
    - 第12話 「偽黄門の悪退治 -大館- 」 - 助監督
    - 第15話 「仇討ち悲願化物まつり -鶴岡- 」 - 助監督
    - 第17話 「天下無敵の女棋士 -天童- 」 - 助監督
    - 第20話 「仇を討たれに来た男 -新発田- 」 - 助監督
    - 第22話 「主人を救った献上銘菓 -長岡- 」 - 助監督
    - 第29話 「悲願叶えた狸の仇討ち -信楽- 」 - 助監督

  - 第15部
    - 第2話 「助格駕籠屋と客引き老公 -松山- 」 - 助監督
    - 第8話 「母恋し 五木の子守唄 -熊本- 」 - 助監督
    - 第11話 「老公暗殺!火炎地獄 -福岡- 」 - 助監督
    - 第14話 「めざす敵は仁術医者 -浜田- 」 - 助監督
    - 第16話 「弥七に似ていた風来坊 -広島- 」 - 助監督
    - 第17話 「美女を狙った天狗騒動 -熊野- 」 - 助監督

  - 第17部
    - 第1話 - 助監督
    - 第2話 「血染めの直訴状 -八王子- 」 - 助監督
    - 第12話 「銃に群がる悪い奴 -堺- 」 - 助監督
    - 第13話 「仇討ち阿波人形 -徳島- 」 - 助監督
    - 第14話 「馬が蹴散らす悪企み -琴平- 」 - 助監督
    - 第17話 「黄門様のおしのび指南 -松山- 」 - 助監督

  - 第18部
    - 第1話 - 助監督
    - 第2話 「御老公爆殺指令! -佐倉- 」 - 助監督
    - 第5話 「恐怖の釣り天井 -宇都宮- 」 - 助監督
    - 第7話 「孫を騙った悪い奴 -高崎- 」 - 助監督
    - 第8話 「泥棒夫婦の大予言 -追分- 」 - 助監督
    - 第10話 「仇討ち木曽節仁義 -木曽福島- 」 - 助監督
    - 第15話 「女意気地の博多織 -博多- 」 - 助監督
    - 第16話 「嫁が救った唐津焼 -唐津- 」 - 助監督
    - 第17話 「暗雲払う破邪の剣 -平戸- 」 - 助監督
    - 第22話 「祇園太鼓で悪退治 -小倉- 」 - 助監督

  - かげろう忍法帖
    - 第3話 「闇に蝶が舞う -津和野- 」
    - 第6話 「百花繚乱夢芝居 -大聖寺- 」
    - 第14話 「紬の里の鴉退治 -飯田- 」
    - 第15話 「西洋衣装で仇討ち -長崎- 」

  - 第24部
    - 第23話 「親子で競う山中塗り -大聖寺- 」
    - 第24話 「慕う坊やに娘の真心 -高岡- 」
    - 第34話 「御用金送りは悪の罠 -福島- 」
    - 第36話 「嫁を認めた天明茶釜 -佐野- 」

  - 第25部
    - 第7話 「真実探す娘の狂言 -四日市- 」
    - 第8話 「奪われた恋女房 -鳥羽- 」
    - 第13話 「若様の水門破り -高松- 」
    - 第14話 「飛猿が恋をした -岡山- 」
    - 第17話 「幸せ運ぶ青い犬 -久留米- 」
    - 第19話 「大内塗り 情けの仇討ち -山口- 」
    - 第28話 「八が恋した美人妻 -新潟- 」
    - 第29話 「狙われた庄内小町 -酒田- 」
    - 第32話 「嫁と認めぬ頑固者 -八戸- 」
    - 第35話 「武士道を捨てた男 -石巻- 」
    - 第40話 「天から降って来た娘 -白河- 」
    - 第41話 「白狐の舞いが悪を斬る -塩原- 」

  - 第26部
    - 第2話 「涙の母の祝唄 -高野- 」
    - 第3話 「頑固者の意地比べ -堺- 」
    - 第4話 「芝居で結んだ親子の絆 -三次- 」
    - 第5話 「間違えられた黄門様 -広島- 」
    - 第12話 「チェスト!兄妹仇討ち -鹿児島- 」
    - 第18話 「格が救った石州半紙 -津和野- 」
    - 第19話 「狐が狙った温泉小町 -玉造- 」

  - 第27部
    - 第8話 「黄門様はニセ黄門!? -横手- 」
    - 第9話 「縁を結んだ南部駒 -盛岡- 」
    - 第22話 「恋を探した盆踊り -柏崎- 」
    - 第23話 「嫁と認めぬ頑固医者 -飯山- 」
    - 第27話 「恩を返した風来坊 -松井田- 」
    - 第28話 「嫁を取るか 家訓を取るか -伊勢崎- 」

  - 第28部
    - 第7話 「あっ!印籠がない -袋井- 」
    - 第8話 「始末屋泣かせる参勤交代 -浜松- 」
    - 第14話 「忍者が狙った御老公 -名張- 」
    - 第17話 「暴れん坊は紀州の若様 -京都- 」
    - 第21話 「意地と涙の人形芝居 -淡路- 」
    - 第24話 「恋した人は謎の隠密 -赤穂- 」
    - 第28話 「兄ちゃんを救え!恐怖の人柱 -三原- 」
    - 第30話 「あばずれ娘と瀬戸の花嫁 -宮島- 」

  - 第29部
    - 第4話 「珍客駆け込む西山荘 -太田- 」
    - 第5話 「波瀾万丈の旅立ち -甲府- 」
    - 第6話 「危機一髪!影武者大作戦 -高崎- 」
    - 第9話 「老公の運命を握った女 -龍野- 」
    - 第14話 「鬼オヤジの目に涙 -井波- 」
    - 第15話 「非道巡察使に喝ッ! -高山- 」
    - 第20話 「岸壁に祈る母 -柏崎- 」
    - 第21話 「許せ!妻よ、友よ -新潟- 」
    - 第24話 「天晴れ!若殿の改革 -白河- 」

  - 第30部
    - 第3話 「肝っ玉おかみの決闘 -喜連川- 」
    - 第4話 「殿を殴った指南役 -松島- 」
    - 第6話 「酔いどれ親父の北国に春 -盛岡- 」
    - 第9話 「娘が知った父の秘密 -久保田- 」
    - 第10話 「女サギ師は子猫好き -酒田- 」
    - 第15話 「謎の美人は危険な匂い -堺- 」
    - 第16話 「浪花の恋の夢芝居 -大坂- 」
    - 第22話 「神々の里の奇妙な話 -高千穂- 」
    - 第23話 「いい湯だよ お母さん -由布院- 」

  - 第31部
    - 第5話 「やんちゃ姫の大冒険 -浜松- 」
    - 第6話 「娘剣士の上意討ち -吉田- 」
    - 第11話 「狙われた浪花の大商人 -大坂- 」
    - 第13話 「うまい鯛にゃ裏がある -明石- 」
    - 第17話 「民をあざむく仮面の怪人 -備中松山- 」
    - 第18話 「消えた御老公 -福山- 」
    - 第22話 「陰謀渦巻く福岡城 -下関・博多- 」

  - 第32部
    - 第4話 「響け!汗と涙の御諏訪太鼓 -諏訪- 」
    - 第6話 「肝っ玉女将と意地比べ -高山- 」
    - 第8話 「決戦!加賀百万石 -金沢- 」
    - 第14話 「浪花娘の母恋一直線 -二本松- 」
    - 第15話 「おいらの馬は日本一 -三春- 」

  - 第33部
    - 第1話 「将軍を狙った男 -水戸・江戸・駿府- 」
    - 第3話 「亭主オロオロ 女の決闘 -有松- 」
    - 第6話 「忍びの里 宿命の対決 -伊賀- 」
    - 第8話 「陰謀暴いた忍ぶ恋 -淡路- 」
    - 第13話 「甘ったれ若旦那に喝! -出雲- 」
    - 第14話 「命を賭けたお調子者 -米子- 」
    - 第19話 「殿が見初めた物売り娘 -長岡- 」

  - 第34部
    - 第2話 「頑固な母がついた嘘 -磐城- 」
    - 第3話 「父子つないだ職人魂 -相馬- 」
    - 第12話 「風の鬼若 怒りの秘剣 -松前- 」
    - 第13話 「贋作描いた御老公!? -久保田- 」
    - 第19話 「浪花女は銭の神様 -三春- 」

  - 第35部
    - 第1話 「風雲急を告げる高松城 -水戸・江戸・高松- 」
    - 第9話 「老公狙った百年の恨み -長崎- 」
    - 第10話 「格さん切ない柳川慕情 -柳川- 」
    - 第17話 「その女に飲ませるな! -阿蘇- 」
    - 第18話 「脱藩者は老公に瓜二つ -佐伯- 」
    - 第20話 「男意気地の無法松 -福岡- 」

  - 第36部
    - 第1話 「加賀百万石への旅立ち -水戸・日光- 」
    - 第2話 「母子逢わせた達磨さま -高崎- 」
    - 第7話 「狙われた百万石の婚礼 -金沢- 」
    - 第10話 「夫婦の絆は河内節 -天橋立- 」
    - 第17話 「男度胸の鬼退治 -岡山- 」
    - 第20話 「祇園の夜の大騒動! -京都- 」

  - 第37部
    - 第9話 「異国の娘が抱いた謎 -男鹿- 」
    - 第10話 「死ぬな!風の鬼若!! -能代- 」
    - 第19話 「耐えて忍んだ嫁いじり -山形- 」

  - 第38部
    - 第9話 「世捨てお公家の悪退治 -敦賀- 」
    - 第10話 「人情長屋の心意気! -福井- 」
    - 第11話 「にわか侍一直線! -郡上八幡- 」
    - 第12話 「縁は切られぬ偽親子 -岐阜- 」
    - 第20話 「温泉芸者が結ぶ仲 -修善寺- 」
    - 第21話 「父帰る!ここは下田の湊町 -下田- 」
    - 第24話 「禁断の園!大奥の謎 -江戸- 」

  - 第39部
    - 第1話 「青空、恋空、江戸の空 いざ旅立ち! -水戸・江戸- 」
    - 第16話 「母と名乗れぬ過去悲し -臼杵- 」
    - 第17話 「闇夜に消えた?女たち -防府- 」

- 大岡越前（C.A.L）（1978年 - 1999年）
  - 第5部
    - 第7話 「かけた情けに怨みの十手」 - 助監督
    - 第8話 「手鎖り御用旅」 - 助監督
    - 第11話 「白洲に哭いた母二人」 - 助監督
    - 第17話 「帰って来た木鼠小僧」 - 助監督
    - 第19話 「復讐に燃える女」 - 助監督
    - 第23話 「裁けなかった恋の道」 - 助監督

  - 第6部
    - 第1話 - 助監督　
    - 第2話 「辻斬り三葉葵」 - 助監督　
    - 第3話 「意地っ張り三方一両損」 - 助監督
    - 第5話 「義賊業平小僧」 - 助監督
    - 第6話 「死を占った女」 - 助監督
    - 第7話 「勇気ある証言」 - 助監督
    - 第11話 「江戸っ子駕籠」 - 助監督
    - 第15話 「大岡越前を殺せ！」 - 助監督
    - 第16話 「因業大家と人情大工」 - 助監督
    - 第18話 「幽霊屋敷を訪ねた女」 - 助監督
    - 第22話 「疑われた男」 - 助監督

  - 第7部
    - 第1話 - 助監督　
    - 第21話 「母は天下の御意見番」 - 助監督
    - 第22話 「泥棒にされたお奉行様」 - 助監督
    - 第24話 「悪魔が狙った江戸小町」 - 助監督

  - 第8部
    - 第2話 「幽霊駕籠の仇討ち」 - 助監督
    - 第4話 「万病治した娘の真心」 - 助監督
    - 第8話 「美女を餌食の悪徳仁術」 - 助監督
    - 第9話 「女賊を泊めた人情同心」 - 助監督
    - 第14話 「父恋し涙の花嫁」 - 助監督
    - 第20話 「札つき婆命を賭けた大芝居」 - 助監督
    - 第22話 「江戸から消えた御奉行様」 - 助監督
    - 第24話 「雪絵を狙った夜の奉行」 - 助監督

  - 第9部
    - 第3話 「辰三おはなの祝言騒動」 - 助監督
    - 第4話 「襲われた御用金」 - 助監督
    - 第6話 「探した我が子は女掏摸」 - 助監督
    - 第8話 「恋しい父は逃亡者」 - 助監督
    - 第22話 「雪絵 誘拐危機一髪」 - 助監督
    - 第23話 「兵助に隠し子がいた!」 - 助監督
    - 第24話 「囮になった目撃者」 - 助監督

  - 第10部
    - 第14話 「闇夜に迫る辻斬りの恐怖」 - 助監督
    - 第15話 「凶賊に奪われた十手」 - 助監督　

  - 第14部
    - 第5話 「嘘つき婆さんの人助け」
    - 第10話 「誓いを破った涙の喧嘩」
    - 第15話 「牛も唸った大岡裁き」
    - 第17話 「命を懸けた贋金探索」
    - 第18話 「頑固が鉢巻きした男」
    - 第23話 「冤罪晴らす大芝居」

  - 第15部
    - 第5話 「奥医師の娘」
    - 第12話 「罪を着た男」
    - 第17話 「嘘で暴いた大岡裁き」
    - 第23話 「辻斬りは拝領の太刀」
    - 第24話 「冤罪」
    - 第25話 「最後の罪が恩返し」

- 江戸を斬る（C.A.L）
  - 江戸を斬るVI（1981年）
    - 第20話 「お京が陥ちた阿片地獄」 - 助監督
    - 第22話 「小鈴に誓つた恋三味線」 - 助監督
    - 第23話 「酒に溺れた居合い抜き」 - 助監督
    - 第25話 「闇に浮ぶ怨みの影」 - 助監督

  - 江戸を斬るVIII（1994年）
    - 第20話 「父の敵は十手持ち」
    - 第21話 「遠山狙う能面の女」

- 翔んでる!平賀源内（C.A.L）（1989年）
  - 第9話 「殺意の潜む大井川」
  - 第10話 「男の夢は夜ひらく」
  - 第13話 「本日土用丑の日」
  - 第14話 「命で償う恩返し」
  - 第17話 「義賊を騙る悪企み」
  - 第18話 「嘘つき人情夢芝居」

- 南町奉行事件帖 怒れ!求馬（C.A.L）（1997年 - 2001年）
  - 第1部
    - 第5話 「騙されつづけた女」
    - 第12話 「消えた死体」

  - 第2部
    - 第4話 「女将と泥棒・味な対決」
    - 第7話 「友を斬る!」
    - 第8話 「変装大作戦」
    - 第15話 「疑惑の炎」

### テレビ東京
- 疾風同心（C.A.L / 東京12チャンネル）（1978年 - 1979年）
- 八丁堀暴れ軍団（C.A.L / 東京12チャンネル）（1979年）